# 横山久雅子
横山 久雅子（よこやま くがこ、1950年（昭和25年）5月15日 - ）は、日本の政治家。元千葉県白井市長（1期）。

## 来歴
東京都足立区に生まれる。東京都立日比谷高等学校、国際基督教大学教養学部卒業。東京大学大学院薬学系研究科修了。
1980年に千葉県白井町（現・白井市）に転居。その後、町内の学校の給食の自校方式にする運動に取り組み、1991年に白井町議会議員に初当選。町議を3期務めた。2003年の千葉県議会議員選挙に立候補したが、207票差で落選する。2004年の白井市長選挙に立候補した（民主、社民推薦、共産支持）が、現職の中村教彰に敗れた。
2008年に当選し、千葉県初の女性市長となった。市長就任後に公用車を廃止し、市民との直接対話を開始した。しかし、選挙直前に自身の政治団体への寄付や有権者への年賀状の発送の公職選挙法違反が発覚。さらに北総鉄道への補助金支出が白井市議会で再三否決されたため、市長の専決事項で補助金を支出したことが問題となり、2011年3月28日、市議会は市長に対する不信任決議案を提出し、可決された。横山は当初、市議会を解散する意向を示していたが、不信任決議の通知を受けてから10日以内に市議会を解散しなかったため、地方自治法第178条の規定により4月8日に市長を自動失職した。出直し市長選挙に立候補したが、元白井市職員の伊沢史夫に敗れた。
現在、白井市でNPO法人「成年後見なし坊あんしんサポート」の代表を務める。